# Guerrino Rossi
Guerrino Rossi (né le 2 février 1934 à Monticelli d'Ongina en Émilie-Romagne et mort le 19 août 1996) est un joueur de football italien, qui évoluait au poste d'avant-centre, devenu par la suite entraîneur.

## Biographie
Au cours de sa carrière de joueur, Rossi évolue avec les clubs de l'US Cremonese, de la Juventus (avec qui il dispute son premier match le 18 septembre 1955 lors d'un nul 2-2 contre la SPAL Ferrara), de l'AC Sienne, de l'US Sanremese, de la SPAL Ferrara, de l'US Cagliari, de l'AC Cesena, et de l'US Vittorio Veneto.
Après la fin de sa carrière de joueur, il entame quelques années plus tard une carrière d'entraîneur, et prend les rênes de l'US Fiorenzuola, du Plaisance FC (en tant qu'entraîneur adjoint), de l'AC Sant'Angelo, de l'AC Fidenza, et du Suzzara FC.